# Mindy Cohn
Mindy Cohn (Los Ángeles, 20 de mayo de 1966) es una actriz, comediante y cantante estadounidense, reconocida principalmente por interpretar el papel de Natalie Green en la serie de televisión The Facts of Life y por aportar la voz de Vilma Dinkley en la franquicia de Scooby-Doo entre 2002 y 2015. En la actualidad reside en Beverly Hills.

## Filmografía

### Como actriz
| Año     | Título                                          | Papel           | Notas         |
| ------- | ----------------------------------------------- | --------------- | ------------- |
| 1979–88 | The Facts of Life                               | Natalie Green   | 202 episodios |
| 1980–81 | Diff'rent Strokes                               | Natalie Green   | 2 episodios   |
| 1982    | The Facts of Life Goes to Paris                 | Natalie Green   | Telefilme     |
| 1985    | Double Trouble                                  | Janie Blakemore | 1 episodio    |
| 1986    | The Boy Who Could Fly                           | Geneva Goodman  |               |
| 1987    | The Facts of Life Down Under                    | Natalie Green   | Telefilme     |
| 1987–88 | 21 Jump Street                                  | Rosa Banducci   | 2 episodios   |
| 1988    | Charles in Charge                               | Bunny Lembeck   | 1 episodio    |
| 1991    | Dream On                                        | Marie           | 1 episodio    |
| 1993–94 | The Second Half                                 | Maureen Tucker  | 13 episodios  |
| 1999    | Suddenly Susan                                  | Cindy           | 1 episodio    |
| 1999    | The Chimp Channel                               | Candy Yuponce   | 13 episodios  |
| 2001    | Alone with a Stranger                           | Toni            |               |
| 2001    | Virtually Casey                                 | Joanne Collins  | Telefilme     |
| 2001    | The Facts of Life Reunion                       | Natalie Green   | Telefilme     |
| 2002    | Under the Gun                                   | Gale            |               |
| 2003    | One on One                                      | Sra. Sorel      | 1 episodio    |
| 2003    | Swing                                           | Martha          |               |
| 2004    | The Help                                        | Maggie          | 7 episodios   |
| 2005    | The Adventures of Tango McNorton: Licensed Hero | Cocinera        | Corto         |
| 2005    | The Third Wish                                  | Bridgette       |               |
| 2007    | Sex and Death 101                               | Trixie          |               |
| 2010    | Violet Tendencies                               | Violet          |               |
| 2011    | Hot in Cleveland                                | Cassie          | 1 episodio    |
| 2012    | The Secret Life of the American Teenager        | Madre de Dylan  | 8 episodios   |
| 2013    | Holiday Road Trip                               | Artie           | Telefilme     |
| 2014    | The Middle                                      | Kimberly        | 1 episodio    |
| 2014    | Operation Marriage                              | Kathy           | Corto         |
| 2014    | Bones                                           | Valentina       | 1 episodio    |
| 2014    | FreakMe                                         | April           |               |
| 2015    | You're Killing Me                               | Karen           |               |
| 2016    | Worst Cooks in America                          | Concursante     | 8 episodios   |
| 2016    | A Cinderella Christmas                          | Zelda           | Telefilme     |
| 2017    | Hollywood Dirt                                  | Thelma          |               |
| 2018    | Fly                                             | Camille Fields  | 8 episodios   |
| 2018    | Long Island Medium                              | Ella misma      |               |
| 2019    | You Light Up My Christmas                       | Rose            | Telefilme     |
| 2020    | A Nice Girl Like You                            | Pricilla Blum   |               |

### Como actriz de voz
| Año       | Título                                      | Papel         | Notas        |
| --------- | ------------------------------------------- | ------------- | ------------ |
| 1999–2001 | The Kids from Room 402                      | Nancy Francis | 34 episodios |
| 2002–2006 | What's New, Scooby-Doo?                     | Vilma Dinkley | 41 episodios |
| 2003      | Dexter's Laboratory                         | Librarian     | 1 episodio   |
| 2003      | Kim Possible                                | Ms. Whisp     | 1 episodio   |
| 2004      | Scooby-Doo! and the Loch Ness Monster       | Vilma Dinkley |              |
| 2005      | Aloha, Scooby-Doo!                          | Vilma Dinkley |              |
| 2005      | Scooby-Doo! in Where's My Mummy?            | Vilma Dinkley |              |
| 2006      | Scooby-Doo! Pirates Ahoy!                   | Vilma Dinkley |              |
| 2006      | Family Guy                                  | Natalie Green | 1 episodio   |
| 2006      | Shaggy & Scooby-Doo Get a Clue!             | Vilma Dinkley | 2 episodios  |
| 2007      | Chill Out, Scooby-Doo!                      | Vilma Dinkley |              |
| 2008      | Scooby-Doo! and the Goblin King             | Vilma Dinkley |              |
| 2009      | Scooby-Doo! and the Samurai Sword           | Vilma Dinkley |              |
| 2010      | Scooby-Doo! Abracadabra-Doo                 | Vilma Dinkley |              |
| 2010–13   | Scooby-Doo! Mystery Incorporated            | Vilma Dinkley | 52 episodios |
| 2010      | Scooby-Doo! Camp Scare                      | Vilma Dinkley |              |
| 2011      | Batman: The Brave and the Bold              | Vilma Dinkley | 1 episodio   |
| 2011      | Scooby-Doo! Legend of the Phantosaur        | Vilma Dinkley |              |
| 2012      | Scooby-Doo! Music of the Vampire            | Vilma Dinkley |              |
| 2012      | Scooby-Doo! Spooky Games                    | Vilma Dinkley |              |
| 2012      | Big Top Scooby-Doo!                         | Vilma Dinkley |              |
| 2012      | Scooby-Doo! Haunted Holidays                | Vilma Dinkley |              |
| 2013      | Scooby-Doo! Mask of the Blue Falcon         | Vilma Dinkley |              |
| 2013      | Scooby-Doo! Stage Fright                    | Vilma Dinkley |              |
| 2013      | Scooby-Doo! and the Spooky Scarecrow        | Vilma Dinkley |              |
| 2013      | Scooby-Doo! Mecha Mutt Menace               | Vilma Dinkley |              |
| 2014      | Scooby-Doo! WrestleMania Mystery            | Vilma Dinkley |              |
| 2014      | Scooby-Doo! Ghastly Goals                   | Vilma Dinkley |              |
| 2014      | Scooby-Doo! Frankencreepy                   | Vilma Dinkley |              |
| 2015      | Scooby-Doo! Moon Monster Madness            | Vilma Dinkley |              |
| 2015      | Scooby-Doo! and the Beach Beastie           | Vilma Dinkley |              |
| 2015      | Scooby-Doo! and Kiss: Rock and Roll Mystery | Vilma Dinkley |              |

### Videojuegos
| Año  | Título                           | Papel         | Notas |
| ---- | -------------------------------- | ------------- | ----- |
| 2004 | Scooby-Doo! Mystery Mayhem       | Vilma Dinkley | Voz   |
| 2005 | Scooby-Doo! Unmasked             | Vilma Dinkley | Voz   |
| 2006 | Scooby-Doo! Who's Watching Who?  | Vilma Dinkley | Voz   |
| 2009 | Scooby-Doo! First Frights        | Vilma Dinkley | Voz   |
| 2010 | Scooby-Doo! and the Spooky Swamp | Vilma Dinkley | Voz   |
| 2015 | Lego Dimensions                  | Vilma Dinkley | Voz   |